# III liga polska w piłce nożnej (2002/2003)
II liga polska w piłce nożnej (2002/2003) – 40. edycja rozgrywek trzeciego poziomu ligowego piłki nożnej mężczyzn w Polsce. Brało w nich udział 65 drużyn, które grały w 4 grupach systemem kołowym.

## Grupa 1

### Drużyny
| Uczestnicy poprzedniej edycji                                                                                 | Uczestnicy poprzedniej edycji | Uczestnicy poprzedniej edycji | Uczestnicy poprzedniej edycji |
| --- | ----------------------------- | ----------------------------- | ----------------------------- |
| GWA | Gwardia Warszawa              | 2                             |                               |
| MŁA | MKS Mława                     | 3                             |                               |
| KOZ | MG MZKS Kozienice             | 4                             |                               |
| PEL | Pelikan Łowicz                | 5                             |                               |
| LGO | Legionovia Legionowo          | 6                             |                               |
| OKĘ | Okęcie Warszawa               | 7                             |                               |
| WIG | Wigry Suwałki                 | 8                             |                               |
| HUT | Hutnik Warszawa               | 9                             |                               |
| ZNI | Znicz Pruszków                | 10                            |                               |
| PO2 | Polonia II Warszawa           | 11                            |                               |
| STR | Unia Skierniewice             | 12                            |                               |
| Spadek z II ligi 2001/2002                                                                                    |                               |                               |                               |
| JAG | Jagiellonia Białystok         | 15                            |                               |
| Awans z IV ligi 2001/2002                                                                                     |                               |                               |                               |
| grupa warmińsko-mazurska                                                                                      |                               |                               |                               |
| ELB | Polonia Olimpia Elbląg        | 1                             |                               |
| grupa podlaska                                                                                                |                               |                               |                               |
| WAR | Warmia Grajewo                | 1                             |                               |
| grupa łódzka                                                                                                  |                               |                               |                               |
| STA | Stal Głowno                   | 1                             |                               |
| grupa mazowiecka południowa                                                                                   |                               |                               |                               |
| GRÓ | Mazowsze Grójec               | 1                             |                               |
| Oznaczenia: - kolumna pierwsza – skróty nazw drużyn, - kolumna trzecia – miejsce zajęte w poprzednim sezonie. |                               |                               |                               |

Objaśnienia:
1. Mazowsze Grójec wygrało baraż o awans do III ligi z klubem KS Łomianki.

### Tabela
| Lp. | Drużyna                       | M  | Z  | R  | P   | Bramki | Bramki | Różn. | Pkt | Uwagi                       | Bezpośrednio |
| --- | ----------------------------- | -- | -- | -- | --- | ------ | ------ | ----- | --- | --------------------------- | ------------ |
| 1   | Jagiellonia Białystok (M) (A) | 30 | 20 | 7  | 3   | 55     | 18     | +37   | 67  | Awans do II ligi            |              |
| 2   | Gwardia Warszawa              | 30 | 17 | 7  | 6   | 49     | 24     | +25   | 58  |                             |              |
| 3   | Okęcie Warszawa               | 30 | 15 | 8  | 7   | 42     | 22     | +20   | 53  |                             |              |
| 4   | MG MZKS Kozienice             | 30 | 15 | 6  | 9   | 48     | 27     | +21   | 51  |                             |              |
| 5   | Pelikan Łowicz                | 30 | 12 | 11 | 7   | 43     | 30     | +13   | 47  | PEL - STA 4:0 STA - PEL 1:0 |              |
| 6   | Stal Głowno                   | 30 | 13 | 8  | 9   | 35     | 28     | +7    | 47  | PEL - STA 4:0 STA - PEL 1:0 |              |
| 7   | Mazowsze Grójec               | 30 | 12 | 8  | 10  | 35     | 33     | +2    | 44  | GRÓ - WAR 2:0 WAR - GRÓ 1:2 |              |
| 8   | Warmia Grajewo                | 30 | 12 | 8  | 10  | 46     | 31     | +15   | 44  | GRÓ - WAR 2:0 WAR - GRÓ 1:2 |              |
| 9   | MKS Mława                     | 30 | 11 | 9  | 10  | 31     | 33     | −2    | 42  |                             |              |
| 10  | Unia Skierniewice             | 30 | 12 | 5  | 13  | 39     | 41     | −2    | 41  |                             |              |
| 11  | Legionovia Legionowo          | 30 | 9  | 10 | 11  | 35     | 37     | −2    | 37  |                             |              |
| 12  | Znicz Pruszków                | 30 | 10 | 6  | 14  | 41     | 51     | −10   | 36  |                             |              |
| 13  | Polonia Olimpia Elbląg1       | 30 | 9  | 7  | 14  | 28     | 49     | −21   | 34  |                             |              |
| 14  | Wigry Suwałki (S)             | 30 | 8  | 6  | 16  | 31     | 43     | −12   | 30  | Spadek do IV ligi           |              |
| 15  | Polonia II Warszawa (S)       | 30 | 8  | 4  | 18  | 40     | 60     | −20   | 28  | Spadek do IV ligi           |              |
| 16  | Hutnik Warszawa (S)           | 30 | 1  | 2  | 27  | 19     | 90     | −71   | 5   | Spadek do IV ligi           |              |
|     |                               | m  | p  | zd | str |        |        |       |     |                             |              |

### Najlepsi strzelcy
| Bramki | Strzelcy             | Drużyna                            |
| ------ | -------------------- | ---------------------------------- |
| 23     | Wojciech Kobeszko    | Jagiellonia Białystok              |
| 13     | Maciej Rogalski      | MKS Mława                          |
| 13     | Grzegorz Seremak     | MG MZKS Kozienice                  |
| 13     | Krzysztof Skowroński | Pelikan Łowicz                     |
| 12     | Jakub Bilke          | MG MZKS Kozienice                  |
| 12     | Łukasz Żukowski      | Warmia Grajewo                     |
| 11     | Paweł Sobolewski     | Warmia Grajewo                     |
| 10     | Andrzej Karpiński    | Okęcie Warszawa                    |
| 10     | Maciej Tataj         | Okęcie Warszawa                    |
| 9      | Marek Gołębiewski    | Gwardia Warszawa                   |
| 9      | Adam Komorowski      | Mazowsze Grójec                    |
| 9      | Paweł Miąszkiewicz   | Gwardia Warszawa                   |
| 8      | Krystian Bolimowski  | Pelikan Łowicz – 4 Stal Głowno – 4 |
| 8      | Rafał Lepka          | Polonia Olimpia Elbląg             |

Pełna klasyfikacja strzelców na 90minut.pl

## Grupa 2

### Drużyny
| Uczestnicy poprzedniej edycji                                                                                 | Uczestnicy poprzedniej edycji | Uczestnicy poprzedniej edycji | Uczestnicy poprzedniej edycji |
| --- | ----------------------------- | ----------------------------- | ----------------------------- |
| AM2 | Amica II Wronki               | 1                             |                               |
| FLO | Flota Świnoujście             | 3                             |                               |
| WAR | Warta Poznań                  | 4                             |                               |
| KOŚ | Obra Kościan                  | 5                             |                               |
| KPP | KP Police                     | 6                             |                               |
| UNI | Unia Janikowo                 | 7                             |                               |
| GRW | Gryf Wejherowo                | 8                             |                               |
| KOT | Kotwica Kołobrzeg             | 9                             |                               |
| SPB | Sparta Brodnica               | 10                            |                               |
| CHZ | Chemik/Zawisza Bydgoszcz      | 11                            |                               |
| GWK | Gwardia Koszalin              | 12                            |                               |
| PBD | Polonia Bydgoszcz             | 13                            |                               |
| Awans z IV ligi 2001/2002                                                                                     |                               |                               |                               |
| grupa kujawsko-pomorska                                                                                       |                               |                               |                               |
| TOR | Toruński KP                   | 1                             |                               |
| grupa pomorska                                                                                                |                               |                               |                               |
| UNI | Unia Tczew                    | 1                             |                               |
| grupa zachodniopomorska                                                                                       |                               |                               |                               |
| BŁS | Błękitni Stargard Szczeciński | 1                             |                               |
| grupa wielkopolska południowa                                                                                 |                               |                               |                               |
| TUR | Tur Turek                     | 12                            |                               |
| Oznaczenia: - kolumna pierwsza – skróty nazw drużyn, - kolumna trzecia – miejsce zajęte w poprzednim sezonie. |                               |                               |                               |

Objaśnienia:
1. Amica II Wronki jako drużyna rezerwowa nie mogła awansować do II ligi, w związku z czym jej miejsce zajęło Aluminium Konin.
2. Tur Turek wygrał baraże o awans z Polonią Środa Wielkopolska.

### Tabela
| Lp. | Drużyna                               | M  | Z  | R  | P  | Bramki | Bramki | Różn. | Pkt | Uwagi             |
| --- | ------------------------------------- | -- | -- | -- | -- | ------ | ------ | ----- | --- | ----------------- |
| 1   | Błękitni Stargard Szczeciński (M) (A) | 30 | 20 | 6  | 4  | 58     | 22     | +36   | 66  | Awans do II ligi  |
| 2   | Flota Świnoujście                     | 30 | 20 | 1  | 9  | 58     | 32     | +26   | 61  |                   |
| 3   | Chemik/Zawisza Bydgoszcz              | 30 | 17 | 4  | 9  | 53     | 38     | +15   | 55  |                   |
| 4   | Tur Turek                             | 30 | 17 | 4  | 9  | 52     | 27     | +25   | 55  |                   |
| 5   | Obra Kościan                          | 30 | 12 | 8  | 10 | 46     | 38     | +8    | 44  |                   |
| 6   | Amica II Wronki                       | 30 | 13 | 4  | 13 | 33     | 34     | −1    | 43  |                   |
| 7   | Gwardia Koszalin                      | 30 | 12 | 7  | 11 | 41     | 44     | −3    | 43  |                   |
| 8   | Gryf Wejherowo                        | 30 | 13 | 2  | 15 | 42     | 52     | −10   | 41  |                   |
| 9   | Kotwica Kołobrzeg                     | 30 | 12 | 5  | 13 | 34     | 35     | −1    | 41  |                   |
| 10  | Polonia Bydgoszcz                     | 30 | 10 | 10 | 10 | 44     | 37     | +7    | 40  |                   |
| 11  | Unia Tczew                            | 30 | 12 | 4  | 14 | 39     | 48     | −9    | 40  |                   |
| 12  | Warta Poznań                          | 30 | 12 | 4  | 14 | 37     | 50     | −13   | 40  |                   |
| 13  | Unia Janikowo                         | 30 | 12 | 3  | 15 | 38     | 38     | 0     | 39  |                   |
| 14  | Sparta Brodnica (S)                   | 30 | 10 | 7  | 13 | 36     | 48     | −12   | 37  | Spadek do IV ligi |
| 15  | Toruński KP (S)                       | 30 | 8  | 1  | 21 | 36     | 59     | −23   | 25  | Spadek do IV ligi |
| 16  | KP Police (S)                         | 30 | 4  | 2  | 24 | 20     | 65     | −45   | 14  | Spadek do IV ligi |

### Najlepsi strzelcy
| Bramki  | Strzelcy            | Drużyna                            |
| ------- | ------------------- | ---------------------------------- |
| 21 goli | Krzysztof Mikuła    | Flota Świnoujście                  |
| 16 goli | Zbigniew Kobus      | Unia Tczew – 4 Gryf Wejherowo – 12 |
| 12 goli | Robert Gajda        | Błękitni Stargard Szczeciński      |
| 12 goli | Robert Hyży         | Tur Turek                          |
| 12 goli | Dawid Pomorski      | Gryf Wejherowo                     |
| 11 goli | Krzysztof Gościniak | Obra Kościan                       |
| 11 goli | Maciej Hanczewski   | Toruński KP                        |
| 11 goli | Waldemar Kuczyński  | Unia Janikowo                      |
| 10 goli | Jacek Kanclerowicz  | Tur Turek                          |
| 10 goli | Jacek Ziemiński     | Chemik/Zawisza Bydgoszcz           |

Pełna klasyfikacja strzelców na 90minut.pl

## Grupa 3

### Drużyny
| Uczestnicy poprzedniej edycji                                                                                 | Uczestnicy poprzedniej edycji | Uczestnicy poprzedniej edycji | Uczestnicy poprzedniej edycji |
| --- | ----------------------------- | ----------------------------- | ----------------------------- |
| PIA | Piast Gliwice                 | 2                             |                               |
| POG | Pogoń Świebodzin              | 3                             |                               |
| MIE | Miedź Legnica                 | 4                             |                               |
| ROZ | Rozwój Katowice               | 5                             |                               |
| GRŚ | Grunwald Ruda Śląska          | 6                             |                               |
| MKG | MK Górnik Katowice            | 7                             |                               |
| LZG | Lech/Zryw Zielona Góra        | 8                             |                               |
| PBT | Polonia Bytom                 | 9                             |                               |
| Spadek z II ligi 2001/2002                                                                                    |                               |                               |                               |
| ZSO | Zagłębie Sosnowiec            | 17                            |                               |
| ODO | Odra Opole                    | 18                            |                               |
| WŁK | Włókniarz Kietrz              | 19                            |                               |
| MYS | KS Myszków                    | 20                            |                               |
| Awans z IV ligi 2001/2002                                                                                     |                               |                               |                               |
| grupa dolnośląska                                                                                             |                               |                               |                               |
| ZGO | Nysa Zgorzelec                | 1                             |                               |
| grupa lubuska                                                                                                 |                               |                               |                               |
| PRŻ | Promień Żary                  | 1                             |                               |
| grupa opolska                                                                                                 |                               |                               |                               |
| SKG | Skalnik Gracze                | 1                             |                               |
| grupa śląska I                                                                                                |                               |                               |                               |
| CAR | Carbo Gliwice                 | 1                             |                               |
| Oznaczenia: - kolumna pierwsza – skróty nazw drużyn, - kolumna trzecia – miejsce zajęte w poprzednim sezonie. |                               |                               |                               |

Objaśnienia:
1. Carbo Gliwice wygrał baraże o awans z Odrą II Wodzisław Śląski.

### Tabela
| Lp. | Drużyna                  | M  | Z  | R  | P  | Bramki | Bramki | Różn. | Pkt | Uwagi             |
| --- | ------------------------ | -- | -- | -- | -- | ------ | ------ | ----- | --- | ----------------- |
| 1   | Piast Gliwice (M) (A)    | 30 | 20 | 5  | 5  | 54     | 26     | +28   | 65  | Awans do II ligi  |
| 2   | Zagłębie Sosnowiec       | 30 | 18 | 7  | 5  | 49     | 15     | +34   | 61  |                   |
| 3   | Lech/Zryw Zielona Góra   | 30 | 16 | 10 | 4  | 50     | 28     | +22   | 58  |                   |
| 4   | Włókniarz Kietrz         | 30 | 16 | 8  | 6  | 56     | 20     | +36   | 56  |                   |
| 5   | Odra/Unia Opole          | 30 | 14 | 11 | 5  | 44     | 26     | +18   | 53  |                   |
| 6   | Miedź Legnica            | 30 | 12 | 7  | 11 | 41     | 37     | +4    | 43  |                   |
| 7   | Promień Żary             | 30 | 11 | 6  | 13 | 43     | 49     | −6    | 39  |                   |
| 8   | MK Górnik Katowice       | 30 | 10 | 8  | 12 | 30     | 38     | −8    | 38  |                   |
| 9   | Rozwój Katowice          | 30 | 9  | 10 | 11 | 38     | 38     | 0     | 37  |                   |
| 10  | Polonia Bytom            | 30 | 10 | 7  | 13 | 36     | 38     | −2    | 37  |                   |
| 11  | Carbo Gliwice            | 30 | 9  | 10 | 11 | 37     | 53     | −16   | 37  |                   |
| 12  | Grunwald Ruda Śląska (S) | 30 | 9  | 9  | 12 | 37     | 46     | −9    | 36  | Spadek do IV ligi |
| 13  | Pogoń Świebodzin (S)     | 30 | 9  | 8  | 13 | 37     | 40     | −3    | 35  | Spadek do IV ligi |
| 14  | MKS Myszków (S)          | 30 | 6  | 7  | 17 | 27     | 56     | −29   | 25  | Spadek do IV ligi |
| 15  | Nysa Zgorzelec (S)       | 30 | 5  | 8  | 17 | 27     | 54     | −27   | 23  | Spadek do IV ligi |
| 16  | Skalnik Gracze (S)       | 30 | 4  | 3  | 23 | 24     | 66     | −42   | 15  | Spadek do IV ligi |

### Najlepsi strzelcy
| Bramki | Strzelcy          | Drużyna                               |
| ------ | ----------------- | ------------------------------------- |
| 19     | Zbigniew Murdza   | Miedź Legnica                         |
| 16     | Józef Żymańczyk   | Odra/Unia Opole                       |
| 12     | Artur Andraszak   | Piast Gliwice                         |
| 12     | Radosław Bugaj    | Lech/Zryw Zielona Góra                |
| 12     | Piotr Nikodem     | MK Górnik Katowice                    |
| 11     | Krzysztof Buffi   | Rozwój Katowice                       |
| 11     | Grzegorz Pilch    | Włókniarz Kietrz                      |
| 10     | Arkadiusz Felich  | Pogoń Świebodzin – 6 Promień Żary – 4 |
| 10     | Sebastian Gielza  | Grunwald Ruda Śląska                  |
| 10     | Sylwester Kulawik | MKS Myszków                           |
| 10     | Piotr Zieziula    | Pogoń Świebodzin                      |

Pełna klasyfikacja strzelców na 90minut.pl

## Grupa 4

### Drużyny
| Uczestnicy poprzedniej edycji                                                                                 | Uczestnicy poprzedniej edycji | Uczestnicy poprzedniej edycji | Uczestnicy poprzedniej edycji |
| --- | ----------------------------- | ----------------------------- | ----------------------------- |
| SIA | Siarka Tarnobrzeg             | 2                             |                               |
| PRO | Proszowianka Proszowice       | 3                             |                               |
| SNS | Sandecja Nowy Sącz            | 4                             |                               |
| CRA | Cracovia                      | 5                             |                               |
| GÓR | Górnik Wieliczka              | 6                             |                               |
| KOR | Korona Kielce                 | 7                             |                               |
| LLU | Lewart Lubartów               | 8                             |                               |
| PGS | Pogoń Staszów                 | 9                             |                               |
| POP | Polonia Przemyśl              | 10                            |                               |
| UNT | Unia Tarnów                   | 11                            |                               |
| NIE | LKS Niedźwiedź                | 12                            |                               |
| BIŁ | Łada Biłgoraj                 | 131                           |                               |
| Spadek z II ligi 2001/2002                                                                                    |                               |                               |                               |
| HUT | Hutnik Kraków                 | 16                            |                               |
| Awans z IV ligi 2001/2002                                                                                     |                               |                               |                               |
| grupa lubelska                                                                                                |                               |                               |                               |
| MOT | Motor Lublin                  | 1                             |                               |
| grupa małopolska zachodnia                                                                                    |                               |                               |                               |
| SKS | Skawinka Skawina              | 12                            |                               |
| grupa podkarpacka                                                                                             |                               |                               |                               |
| STR | Stal Rzeszów                  | 1                             |                               |
| grupa świętokrzyska                                                                                           |                               |                               |                               |
| NID | Nida Pińczów                  | 1                             |                               |
| Oznaczenia: - kolumna pierwsza – skróty nazw drużyn, - kolumna trzecia – miejsce zajęte w poprzednim sezonie. |                               |                               |                               |

Objaśnienia:
1. W związku z opóźnioną decyzją (podjęta pod koniec sierpnia 2002 r.) w sprawie walkowera w meczu Pogoń Staszów – Pogoń Leżajsk, zadecydowano, że Łada Biłgoraj, która wskutek tej weryfikacji spadła w tabeli na miejsce spadkowe, a rozpoczęła już rozgrywki III ligi w nowym sezonie, nie spadnie z III ligi.
2. Skawinka Skawina wygrała baraż o awans z Okocimskim KS Brzesko.

### Tabela
| Lp. | Drużyna                 | M  | Z  | R  | P  | Bramki | Bramki | Różn. | Pkt | Uwagi             |
| --- | ----------------------- | -- | -- | -- | -- | ------ | ------ | ----- | --- | ----------------- |
| 1   | Cracovia (M) (A)        | 32 | 23 | 5  | 4  | 87     | 25     | +62   | 74  | Awans do II ligi  |
| 2   | Korona Kielce           | 32 | 21 | 4  | 7  | 52     | 20     | +32   | 67  |                   |
| 3   | Stal Rzeszów            | 32 | 15 | 8  | 9  | 41     | 33     | +8    | 53  |                   |
| 4   | Hutnik Kraków           | 32 | 15 | 7  | 10 | 56     | 37     | +19   | 52  |                   |
| 5   | Sandecja Nowy Sącz      | 32 | 14 | 9  | 9  | 35     | 33     | +2    | 51  |                   |
| 6   | Pogoń Staszów1          | 32 | 15 | 2  | 15 | 36     | 46     | −10   | 47  |                   |
| 7   | Polonia Przemyśl        | 32 | 14 | 4  | 14 | 42     | 44     | −2    | 46  |                   |
| 8   | Motor Lublin            | 32 | 13 | 6  | 13 | 37     | 34     | +3    | 45  |                   |
| 9   | Górnik Wieliczka        | 32 | 11 | 11 | 10 | 44     | 38     | +6    | 44  |                   |
| 10  | Siarka Tarnobrzeg       | 32 | 12 | 8  | 12 | 35     | 42     | −7    | 44  |                   |
| 11  | Proszowianka Proszowice | 32 | 11 | 9  | 12 | 38     | 45     | −7    | 42  |                   |
| 12  | Unia Tarnów (S)         | 32 | 13 | 3  | 16 | 34     | 40     | −6    | 42  | Spadek do IV ligi |
| 13  | Skawinka Skawina (S)    | 32 | 11 | 4  | 17 | 40     | 51     | −11   | 37  | Spadek do IV ligi |
| 14  | Lewart Lubartów (S)     | 32 | 9  | 7  | 16 | 35     | 42     | −7    | 34  | Spadek do IV ligi |
| 15  | Nida Pińczów (S)        | 32 | 9  | 7  | 16 | 42     | 56     | −14   | 34  | Spadek do IV ligi |
| 16  | Łada Biłgoraj (S)       | 32 | 8  | 9  | 15 | 29     | 48     | −19   | 33  | Spadek do IV ligi |
| 17  | LKS Niedźwiedź (S)      | 32 | 4  | 5  | 23 | 19     | 68     | −49   | 17  | Spadek do IV ligi |

### Najlepsi strzelcy
| Bramki | Strzelcy          | Drużyna            |
| ------ | ----------------- | ------------------ |
| 22     | Wojciech Ankowski | Cracovia           |
| 16     | Piotr Bania       | Cracovia           |
| 15     | Adam Grad         | Korona Kielce      |
| 15     | Rafał Policht     | Sandecja Nowy Sącz |
| 13     | Piotr Nowak       | Cracovia           |
| 12     | Wiesław Francuz   | Nida Pińczów       |
| 12     | Tomasz Kępski     | Górnik Wieliczka   |
| 11     | Piotr Badowicz    | Polonia Przemyśl   |
| 11     | Sławomir Frączek  | Skawinka Skawina   |
| 11     | Jakub Hołda       | Unia Tarnów        |
| 11     | Grzegorz Klepacz  | Lewart Lubartów    |
| 11     | Piotr Prędota     | Motor Lublin       |
| 10     | Robert Chlewicki  | Nida Pińczów       |
| 10     | Piotr Gruszka     | Górnik Wieliczka   |
| 10     | Grzegorz Jasiak   | Hutnik Kraków      |
| 10     | Marcin Makuch     | Hutnik Kraków      |
| 10     | Marek Rybkiewicz  | Siarka Tarnobrzeg  |

Pełna klasyfikacja strzelców na 90minut.pl